# 范聰
范聰（1445年—1504年），字達善，四川重慶府榮昌縣人，民籍，治《禮記》，年二十五歲中式成化五年己丑科第三甲第五十七名進士。四月初八日生，行三，曾祖范友拳；祖范錦；父范永寧；母龔氏。具慶下，妻楊氏，兄元極；元奎，弟元卿。由縣學生中式四川鄉試第五名舉人，會試中式第二百三十四名。